# CALL4
CALL4（コールフォー）は、東京都新宿区に所在する特定非営利活動法人、および同法人が運営するウェブプラットフォーム。公益訴訟（Public law litigation）の支援を目的とし、クラウドファンディングプラットフォームを中心に活動する。また、裁判に関する資料・文書を収集し、ウェブサイトに公開している。

## 概要・沿革
2015年、弁護士の谷口太規は、貧困家庭の支援活動や地域づくりの理論を学ぶため、フルブライト奨学生としてミシガン大学ソーシャルワーク大学院に留学した。ドナルド・トランプ政権下の米国で市民の期待を背負った司法が行政に対峙する光景を見て、自身も戦うことを決意。帰国後の2018年12月、英米で展開する訴訟専門のクラウドファンディングに着想を得て、弁護士の仲間とともに3人で裁判支援団体を立ち上げた。
2019年1月7日、谷口らは一般社団法人「Citizen's Platform for Justice」を設立。
同年2月14日、同性カップル13組が、同性間の結婚を認めていない民法と戸籍法の規定は憲法24条及び13条により保障される婚姻の自由を侵害し、憲法14条1項の保障する法の下の平等に違反するとして、国に対し立法不作為を理由とする損害賠償請求訴訟を東京、大阪、札幌、名古屋の4地裁に一斉に提訴した（「結婚の自由をすべての人に」訴訟）。これに呼応するように同日、谷口らは当該裁判を含む「公益訴訟」を支援するためのクラウドファンディングのウェブサイト「CALL4（コールフォー）」を開設した。サイト名は英語の「call for」（呼びかける）とかけており、市民は立法、行政、司法の三権に対抗する「第4の権力」になれるという思いを込めて付けられた。公益訴訟の内容については後述する。
2021年4月8日、東京都より特定非営利活動法人の認証を受けた。
2023年3月28日、認定特定非営利活動法人（認定NPO法人）となった。
同年7月10日、一般社団法人「NO YOUTH NO JAPAN」代表理事の能條桃子ら19歳から25歳の男女6人が、選挙に立候補できる年齢が25歳以上か30歳以上に制限されているのは、国民主権などを定める憲法に反するとして、次回統一地方選で被選挙権が行使できることの確認や1人10万円の賠償を国に求め、東京地裁に提訴した。主任弁護士は戸田善恭。谷口と亀石倫子も弁護団に加わった。同日、戸田、谷口、亀石らは公共訴訟を主体的に担うプロジェクト「LEDGE」を立ち上げた。代表には亀石が就任した。「LEDGE」は第1号ケースとして、当該訴訟をサポートすると発表した。

## 公益訴訟について
1967年から1971年にかけてフィラデルフィア警察署長を務め、1972年に同市長に就任したフランク・リゾはアフリカ系アメリカ人に対し激しい差別を行った。1976年1月21日、合衆国最高裁判所は、市警察による虐待行為が問題になった「リゾ対グード事件」において、控訴裁判所の判決を破棄する判決を下した。ハーバード・ロー・スクール教授のエイブラム・チェイズは同判決をもとに、公共訴訟（Public law litigation）の特徴を描き出した。「公共訴訟の対象は、私的権利に関する私人間の争いではなく、公共政策の内容に関する不満である」「訴訟における事実審理は、過去へとさかのぼる司法的なものではなく、将来へと向かう立法的なものである」とチェイズは定義した。
ジャーナリストの浜田敬子は谷口太規らを取材した記事の中で、公共訴訟を次のように紹介している。

## 関係する主な訴訟
- 「結婚の自由をすべての人に」訴訟 - 2019年2月14日、日本初の同性婚訴訟が提訴されると同時に、CALL4のウェブサイトも開設された。当該訴訟に対し500万円を超える寄付が集まった。2020年に原告団は10人の専門家[注 1]による意見書を裁判所に提出するが、寄付はその依頼費などに充てられた[15]。
2021年3月17日、札幌地裁は、同性同士の法律婚を認めない民法と戸籍法の規定は法の下の平等を定めた憲法14条に違反するとの判決を下した[24]。北海道訴訟弁護団の須田布美子は「意見書を通じて海外の状況も踏まえた客観的な見方を裁判所に提示でき、説得力のある主張が展開できた。CALL4の寄付がなければ、違憲判決を得るのは難しかった」と述べた[15]。 2024年3月14日、札幌高裁はさらに踏み込み、前述の規定は憲法24条1項、同2項、14条に違反するとの判決を下した[25]。 2024年10月30日、東京高裁も、第一審の東京地裁の「違憲状態」との判断を変更し、前述の規定は憲法24条2項、14条に違反するとの判決を下した[26]。

- 入管施設カメルーン人男性死亡事件 - 2014年3月30日、茨城県牛久市の東日本入国管理センターで、身体の痛みを7時間以上訴えていたカメルーン人男性が放置された末に死亡した。この事件をめぐり、カメルーン在住の母親は2017年9月26日、国と当時のセンター所長を相手取り、1000万円の損害賠償を求めて水戸地裁龍ケ崎支部に提訴した[27]。CALL4のクラウドファンディングにより、判決前に、300人近くから計120万円余の寄付が集まった。弁護団長の児玉晃一弁護士は「いつも自腹で払ってきた医療専門家の鑑定の費用にあてられた」と話した。
2022年9月16日、水戸地裁は入管施設側の注意義務違反を認め、国に165万円の賠償を命じた[28]。

- ウィシュマさん死亡事件 - クラウドファンディングを立ち上げるとともに、2022年11月23日に名古屋市内で開かれた「1123ウィシュマさん裁判報告・交流集会」のレポートをウェブサイトに掲載[29]。

- 同性パートナーに対する犯罪被害者給付金不支給訴訟 - 2018年7月9日、同性パートナーを殺害された名古屋市在住の男性は、同性を理由に国の犯罪被害給付制度に基づく遺族給付金を不支給とした愛知県公安委員会の裁定は違法として、同県を相手に取り消しを求めて名古屋地裁に提訴した[30]。弁護団には中川重徳、永野靖が加わった[31]。CALL4を通じてクラウドファンディングが立ち上がり[32]、経緯を記したコラムもサイトに掲載された[33]。

- 大川原化工機事件 - 2020年3月11日、警視庁公安部は外国為替及び外国貿易法違反の事実で、噴霧乾燥器メーカーの大川原化工機株式会社の代表取締役、常務取締役、相談役の3人を逮捕した。代表取締役らは一貫して無罪を主張するも、保釈は認められず、その間に相談役は進行胃がんと診断され入院した。2021年2月5日、代表取締役と常務取締役は11か月ぶりに釈放され、同年2月7日、相談役は病死した。同年7月30日、検察官は公訴の取り下げを申し立て、裁判は終結した[34]。同年9月8日、代表取締役らは国と東京都に計約5億6500万円の損害賠償を求めて東京地裁に提訴。また、法律の上限となる計1127万5000円の刑事補償請求も申し立てた[35]。CALL4は弁護団が主催するクラウドファンディングや、代表取締役らへの取材記事をウェブサイトに掲載した[36][37]。
2023年12月27日、東京地裁は国と東京都にあわせて1億6200万円余りの賠償を命じる判決を下した[38]。

- 岡口基一弾劾裁判 - 2021年6月16日、裁判官訴追委員会は、岡口基一裁判官が行ったSNSの投稿をめぐり、岡口の罷免を求めて裁判官弾劾裁判所への訴追を行うと決定した[39]。同年7月29日、岡口の職務停止が決定[40]。弁護団は西村正治（主任弁護士）、伊藤真、田鎖麻衣子ら9人の弁護士で構成される[41]。弁護士の亀石倫子、社会学者の千田有紀ら5人は、弁護団をサポートするためのクラウドファンディングをCALL4を通じて立ち上げた。寄付は2023年7月時点で目標額の100万円を突破している[42]。

- 立候補年齢引き下げ訴訟 - 2023年7月10日、一般社団法人「NO YOUTH NO JAPAN」代表理事の能條桃子ら19歳から25歳の男女6人が、18歳で成人するにもかかわらず、公職選挙法が選挙に立候補できる年齢を25歳や30歳と定めていることは憲法に違反するとして、国を相手取り、次回統一地方選で被選挙権が行使できることの確認や1人10万円の賠償を国に求める訴訟を東京地裁に起こした[18][19]。同日、原告はCALL4を通じてクラウドファンディングを立ち上げた[43]。

## 裁判アーカイブプロジェクト
CALL4は関係する訴訟の裁判記録をPDF化してウェブサイトに随時公開しているが、それとともに、過去の著名な公共訴訟の記録の収集も行っている。「裁判アーカイブプロジェクト」と銘打ち、インターネット上で募集し、公開している。これまでに掲載された主な訴訟・事件の記録は下記のとおり。
- マクリーン事件[8]
- 在外日本人選挙権訴訟[44]
- レペタ訴訟[45]
- 日米合同委員会議事録情報公開訴訟[46]
- ベトナム人技能実習生リンさん事件[47]